# Зоны ускоренного развития у человека
Зоны ускоренного развития у человека (HAR-области, англ. Human accelerated regions, HARs) — 49 сегментов человеческого генома, значительно отличающихся от аналогичных сегментов у эволюционных предков человека. Эти области не претерпевали больших изменений на протяжении всей эволюции позвоночных, но у человека за последние несколько миллионов лет темп их изменения в 70 раз превысил скорость мутации генома в целом. Сообщения об обнаружении HAR-областей появились в августе 2006 года. Зоны были пронумерованы в порядке ослабления их отличия от аналогичных областей генома шимпанзе. HAR-области могут содержать информацию об изменениях, приведших к эволюционному формированию человеческого мозга, развитию языка и абстрактного мышления.
Исследование зон ускоренного развития только началось, однако некоторые из них активируются одновременно с уже известными генами, влияющими на процессы нейронального онтогенеза. Генетическая экспрессия зоны HAR1, содержащей два РНК-гена, HAR1R и HAR1F, наблюдается в нейронах Кахаля-Ретциуса с седьмой по девятнадцатую неделю внутриутробного развития плода, одновременно с выработкой в этих нейронах белка рилин, отвечающего за миграцию и правильное позиционирование новых нервных клеток в коре мозга. HAR1 является примером наиболее быстрого темпа эволюционного изменения — из 118 составляющих её пар оснований, 18 отличаются от аналогичного региона в геноме шимпанзе.

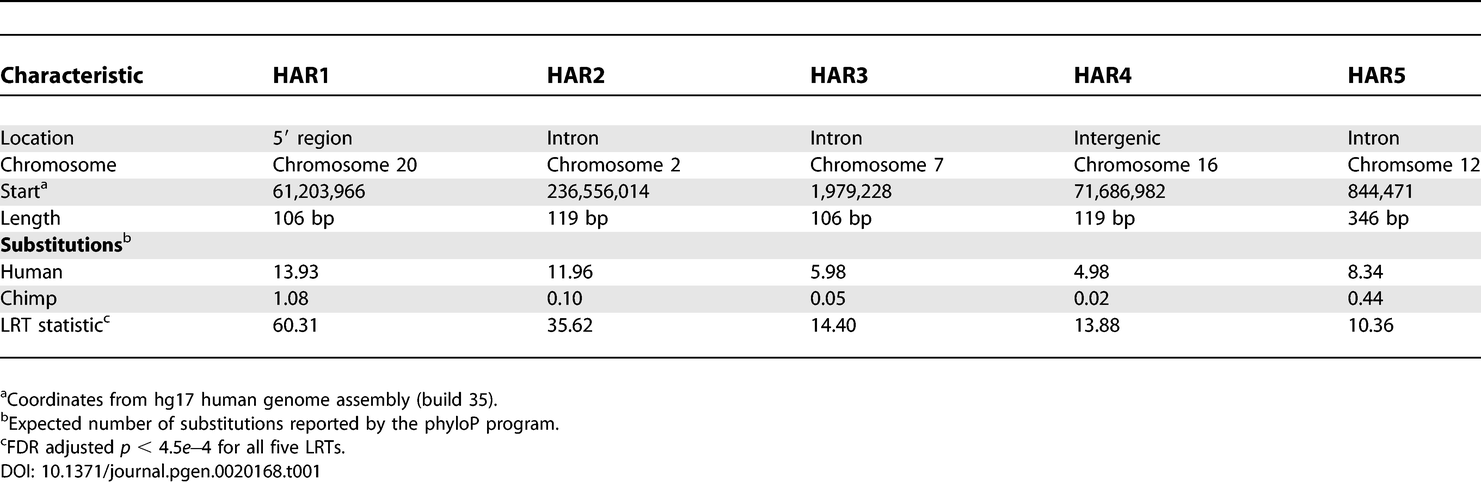
Характеристика областей HAR1-HAR5, из Pollard et al., 2006.

## Гены в HAR-областях
- HAR1: HAR1R, HAR1F
- HAR2: CENTG2 (CENTG2)
- HAR3: MAD1L1
- HAR5: WNK1
- HAR6: WWOX
- HAR8: POU6F2
- HAR9: PTPRT
- HAR10: FHIT
- HAR11: DMD
- HAR12: EBF
- HAR21: NPAS3
- HAR23: MGC27016
- HAR24: SCAP2
- HAR28: LPHN4
- HAR31: AUTS2
- HAR33: TBC1D22A
- HAR38: ITPR1
- HAR40: ZBTB16
- HAR43: AGBL4
- HAR44: FHIT
- HAR45: POLA
- HAR47: KLHL14